# نوک‌شاخ سومبا
 نوک‌شاخ سومبا (نام علمی: Rhyticeros everetti) نام یک گونه از تیره نوک‌شاخ است.